# Juglans
Juglans es un género de árboles caducifolios llamados comúnmente nogales, de la familia de las juglandáceas. Lo componen una veintena de especies aceptadas de las 150 descritas.

## Etimología
El término en latín Juglans deriva de Jovis glans, "bellotas de Júpiter": figuradamente, una nuez apropiada para un dios.

## Descripción
Árboles –rara vez arbustos, en especies extraibéricas–, monoicos. Ramillas de médula perforada. Yemas terminales sésiles, con algunos catafilos en disposición valvar, densamente hirsutos. Hojas caducas, alternas, imparipinnadas; lámina, pecíolo y raquis con glándulas peltadas –que al secarse adquieren aspecto de escamas–; foliolos 5-31, de margen serrado o entero, con pelos no glandulíferos simples o fasciculados, a veces glabros; raquis áptero; peciólulos muy cortos o inexistentes. Inflorescencia masculina en amento, solitario –a menudo superpuestos–, lateral, sésil, péndulo. Inflorescencia femenina en racimo, de (1)2-25 flores, solitario, terminal, erecto en la fructificación. Flores masculinas de bráctea soldada al receptáculo excepto en el ápice, que es pequeño, ovado o lanceolado y entero; bractéolas 2, soldadas al receptáculo y a los sépalos, de ordinario algo más grandes que éstos y externos, de tal forma que en el conjunto hay hasta 6 lóbulos más o menos desiguales –en algunos casos hasta 8(-16); los adicionales se supone que son divisiones de los ápices calicinos–; sépalos 1-4; estambres 7-85(105); anteras glabras o escasamente pelosas. Flores femeninas de bráctea soldada al receptáculo excepto en el ápice, que es pequeño y entero; bractéolas 2, soldadas al receptáculo excepto en el ápice, que es más o menos dentado o lobulado; sépalos 4, soldados al receptáculo en más de 2/3 de su longitud; carpelos 2 –rara vez y en algunas flores 3-4–; estilo normalmente con 2 ramas estilares, recurvadas, con la zona estigmática hacia el interior. Fruto drupáceo (trima); epicarpio/mesocarpio rugoso o liso, indehiscente o dehiscente de forma más o menos irregular (tras la fructificación acaba secándose, se hace correosa y se desprende); nuez de pared más o menos pétrea, rugosa o áspera, con 2 o 4 lóculos en la base. Semillas de cotiledones carnosos, con 2 lóbulos cada uno.

## Distribución
Las veintena de especies aceptadas del género se distribuyen por todas las regiones septentrionales frías desde la Europa sudoriental hasta el este del Japón y más ampliamente en el continente americano, desde el sudeste de Canadá hasta el noreste de México y el sur de Argentina.

## Sistemática

### Taxonomía
El género Juglans se divide en cuatro secciones.

#### Secciones y especies

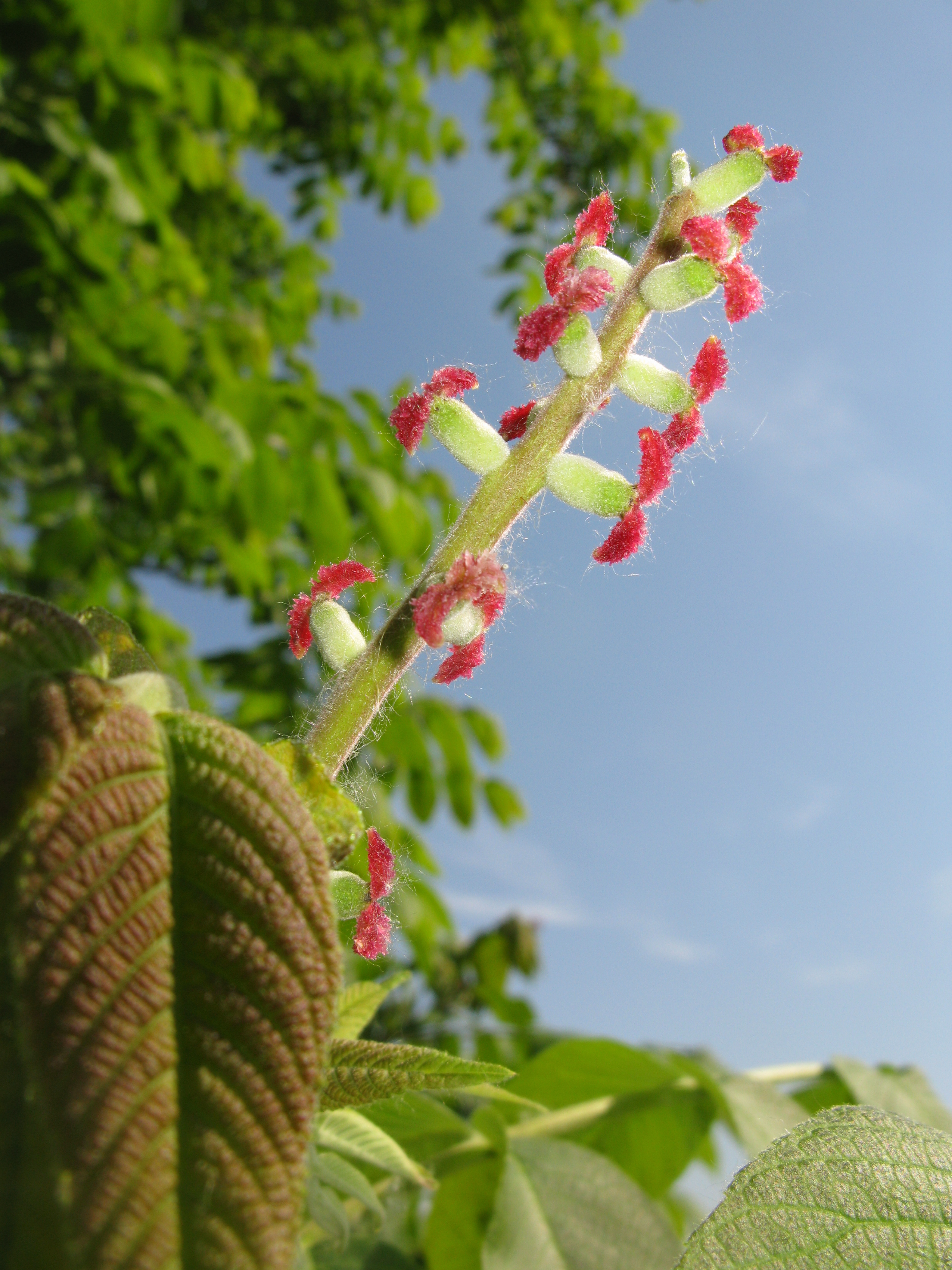
Flor femenina de Juglans mandshurica var. sieboldiana.

- Sección Cardiocaryon. Hojas muy grandes (40–90 cm) con 11–19 hojuelas anchas, suavemente vellosas, bordes serrados. Madera suave. Frutos que nacen en racimos de hasta 20. Las nueces tienen gruesas cáscaras. Nordeste de Asia.
  - Juglans ailantifolia Carr. (J. cordiformis Maxim., J. sieboldiana Maxim.) 
    - J. ailantifolia var. cordiformis

  - J. mandshurica Maxim. (J. cathayensis Dode, J. formosana Hayata, J. hopeiensis Dode, J. stenocarpa Maxim.)

- Sección Juglans. Hojas grandes (20–45 cm) con 5–9 hojuelas anchas, glabras, bordes enteros. Madera dura. Sudeste de Europa a Asia central.
  - J. regia L. (J. duclouxiana Dode, J. fallax Dode, J. orientis Dode) — Nogal común
  - J. sigillata Dode (difícilmente distinguible de J. regia)

- Sección Rhysocaryon.  (Los nogales negros) Hojas grandes (20–50 cm) con 11–23 hojuelas delgadas, finamente pubescente, bordes serrados. Madera dura. Norteamérica, Sudamérica.
  - J. australis Griseb. (J. brasiliensis Dode)
  - J. boliviana (C. DC.) Dode
  - J. californica S.Wats.
  - J. hindsii (Jepson) R.E.Smith
  - J. hirsuta Manning
  - J. jamaicensis C.DC. (J. insularis Griseb.)
  - J. major (Torrey) Heller (J. arizonica Dode, J. elaeopyron Dode, J. torreyi Dode) 
    - J. major var. glabrata Manning

  - J. microcarpa Berlandier (J. rupestris Engelm.) 
    - J. microcarpa var. microcarpa
    - J. microcarpa var. stewartii (Johnston) Manning

  - J. mollis Engelm.
  - J. neotropica Diels (J. honorei Dode)
  - J. nigra L. — Nogal negro, Nogal negro americano
  - J. olanchana Standl. & L.O.Williams 
    - J. olanchana var. olanchana
    - J. olanchana var. standleyi

  - J. peruviana Dode
  - J. soratensis Manning
  - J. steyermarkii Manning
  - J. venezuelensis Manning

- Sección Trachycaryon. Hojas muy grandes (40–90 cm) con 11–19 hojuelas anchas, suavemente vellosas, bordes serrados. Madera blanda. Frutos que surgen en racimos de 2-3. Nueces tienen una cáscara rugosa y gruesa que tiene unos distintivos bordes y afilados. Este de Norteamérica.
  - J. cinerea L. — Nogal blanco

El miembro más conocido del género es el nogal común (J. regia, literalmente "nogal real"), originario de los Balcanes en el sudeste de Europa, sudoeste y centro de Asia hasta el Himalaya y el sudoeste de China. Las nueces son un rasgo tradicional de la cocina iraní; la nación tiene amplios huertos de frutales que son un importante elemento de la economía regional. Tan solo en Kirguistán hay 230.700 hectáreas de bosques de nogales, donde J. regia es el piso dominante (Hemery y Popov 1998). 
El nogal negro americano (J. nigra) es una especie común en su originario este de Norteamérica, y también se cultiva ampliamente en otros lugares. Las nueces son comestibles, pero tienen un núcleo más pequeño y una cáscara extremadamente dura, y no se cultivan mucho para la producción de nueces. La madera es particularmente valiosa.
Juglans hindisii procede del norte de California, donde se ha usado comercialmente como un sustituto de los nogales comunes. Sus cáscaras no tienen profundas grietas que son características del nogal negro americano.
El "nogal de Japón" (Juglans ailantifolia) es parecido al nogal blanco (Juglans cinerea), pero se distingue por tener hojas más grandes de hasta 90 cm de largo, y unas nueces redondeadas, no ovales. 
El nogal blanco (J. cinerea) también es originario del este de Norteamérica, donde actualmente es una especie en peligro por una enfermedad causada por el hongo Sirococcus clavigignenti. Sus hojas tienen 40–60 cm de largo, los frutos son ovalados, la cáscara muy gruesa, con bordes muy delgados, y el núcleo es especialmente alto en grasa.

#### Híbridos
- J. × bixbyi Rehd. — J. ailantifolia x J. cinerea
- J. × intermedia Carr. — J. nigra x J. regia
- J. × notha Rehd. — J. ailantifolia x J. regia
- J. × quadrangulata (Carr.) Rehd. — J. cinerea x J. regia
- J. × sinensis (D. C.) Rehd. — J. mandschurica x J. regia
- J. × paradox Burbank — J. hindsii x J. regia
- J. × royal Burbank — J. hindsii x J. nigra

### Filogenia
Un estudio de ADN nuclear secuenciado del External Transcribed Spacer (ETS) de DNA ribosomal (rDNA), el Internal Transcribed Spacer (ITS) de rDNA, y el segundo intron del gen LEAFY tomado de al menos un individuo de la mayor parte de las especies de Juglans ha apoyado varias conclusiones:
- El género Juglans es monofilético;

- Sección Cardiocaryon es hermana de la sección Trachycaryon;

- Sección Juglans es hermana de la sección Cardiocaryon y sección Trachycaryon juntas;

- Sección Rhysocaryon es monofilético y hermana de la sección Juglans, sección Cardiocaryon, y sección Trachycaryon juntas;

- Sección Rhysocaryon, los "nogales negros", contiene dos clados:
  - uno comprende las especies más septentrionales J. californica, J. hindsii, J. hirsuta, J. major, J. microcarpa, y J. nigra;
  - el otro comprende las especies más meridionales J. australis, J. boliviana, J. jamaicensis, J. molis, J. neotropica, J. olanchana, J. steyermarkii y J. venezuelensis

- J. olanchana var. standleyi parece estar más estrechamente relacionada con J. steyermarkii que con J. olanchana var olanchana, lo que sugiere que J. olanchana var. standleyi puede entenderse mejor como una especie separada o una variedad de J. steyermarkii.

En el informe sobre estos resultados no se publicó ningún nombre nuevo para las subdivisiones de las secciones  Rhysocaryon, para cualquier combinación de las otras secciones, o para J. olanchana var. standleyi.

## Cultivo y usos
Las dos especies comerciales más importantes son J. regia para madera y nueces, y J. nigra para madera. Ambas especies tienen similares exigencias de cultivo y son ampliamente cultivadas en zonas templadas.
Los nogales son especies heliófitas (que exigen luz) y se benefician de la protección contra el viento. También son muy resistentes a la sequía.
Las plantaciones de nogales, denominadas nocedales, con plantas que fijen el nitrógeno como Elaeagnus × ebbingei o Elaeagnus umbellata y varias especies de Alnus incrementan  en un 30% la altura y grosor de los árboles (Hemery 2001).
Cuando los cultivos se dedican a la obtención de nueces, se deben seleccionar cultivares compatibles para propósitos de polinización; aunque algunos cultivares se venden como "auto-fértiles" generalmente fructificarán mejor con un compañero de polinización diferente. Existen muchos cultivares diferentes disponibles para los cultivadores que ofrecen diversos hábitos de crecimiento, florecimiento y hojas, sabor del fruto y grosor de la cáscara.
Es tradicional en Inglaterra la preparación de pickle de nueces.

## Galería

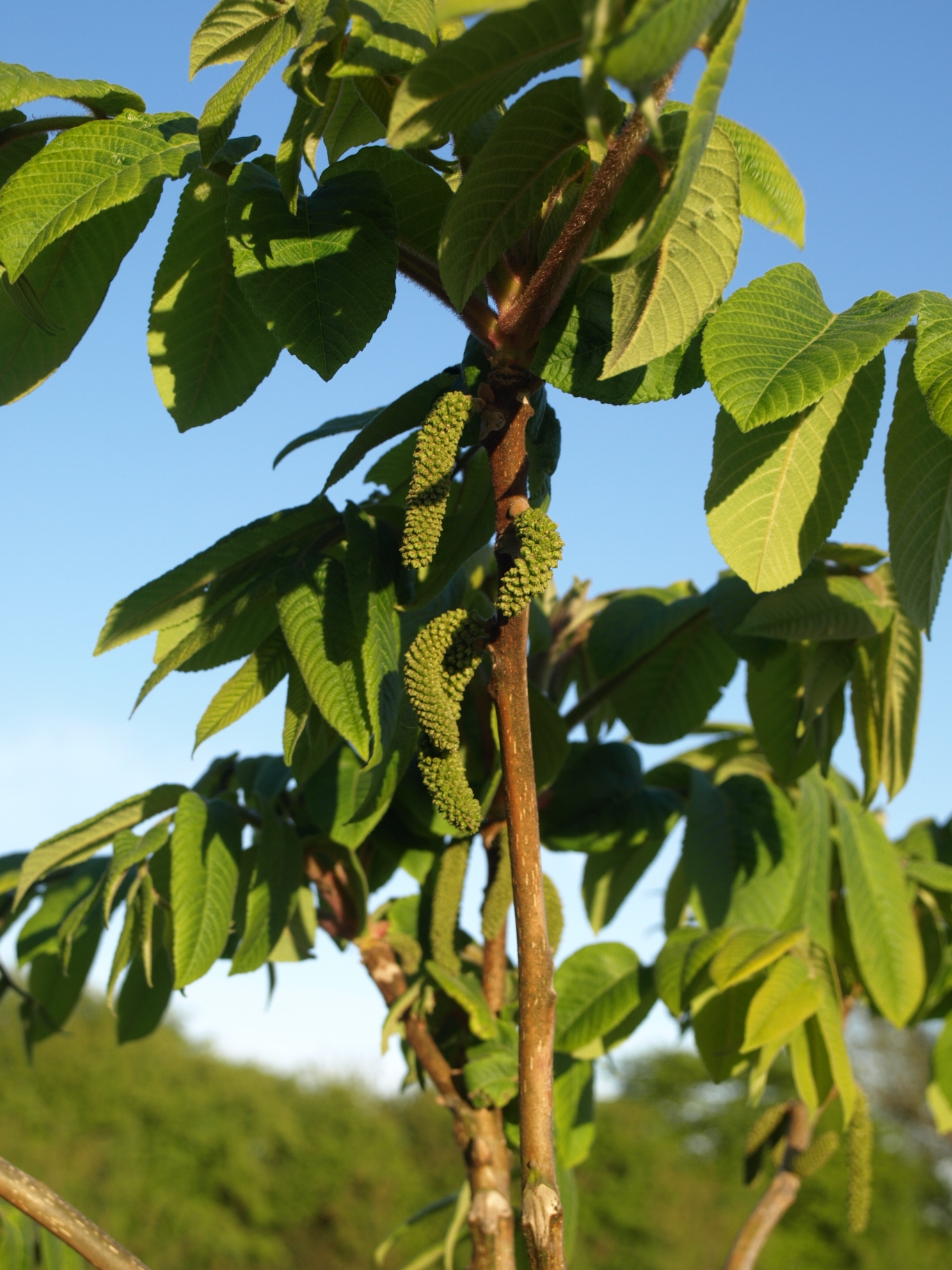
Follaje y nueces del nogal japonés (Juglans ailantifolia) en flor.
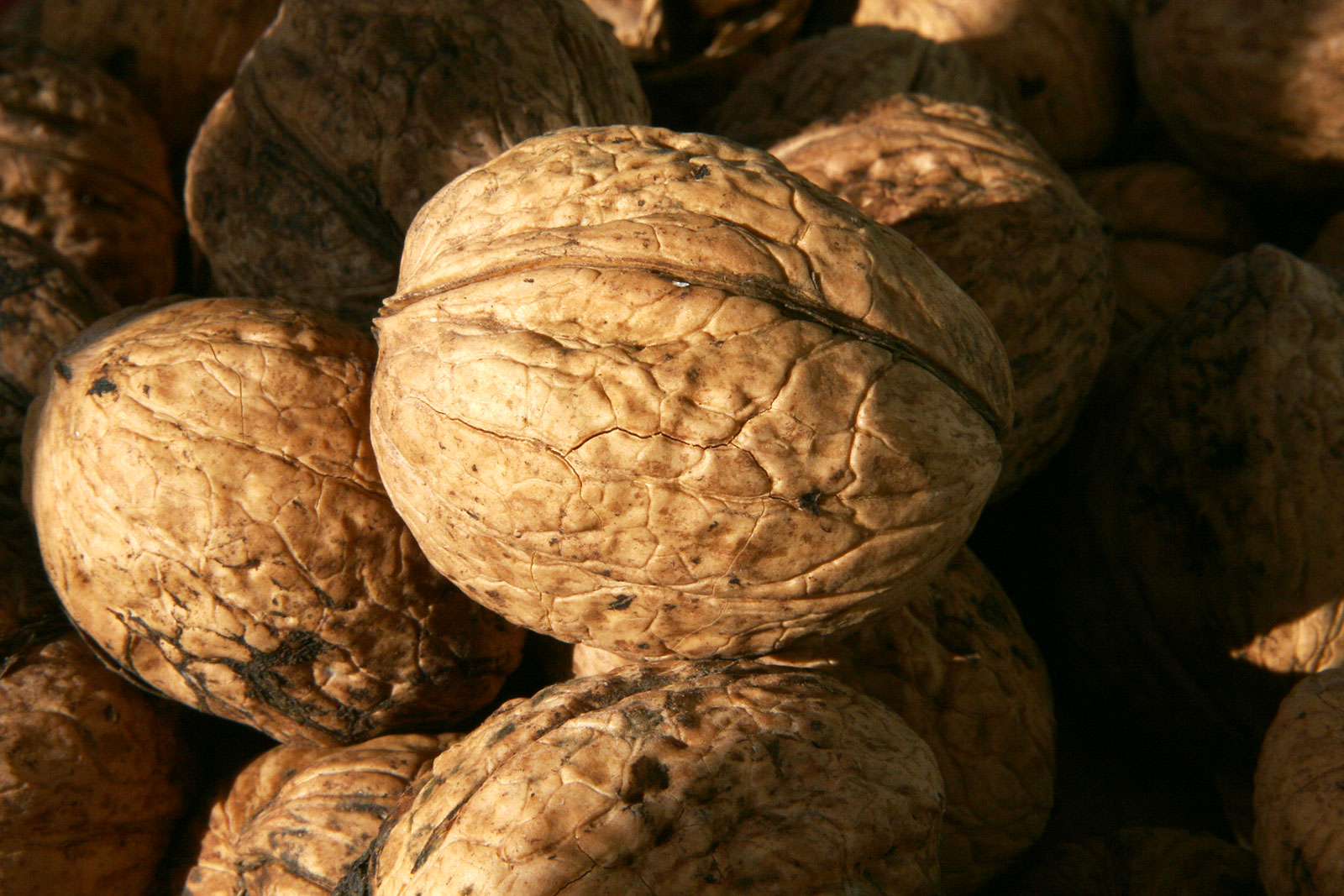
Nueces del nogal persa (Juglans regia).
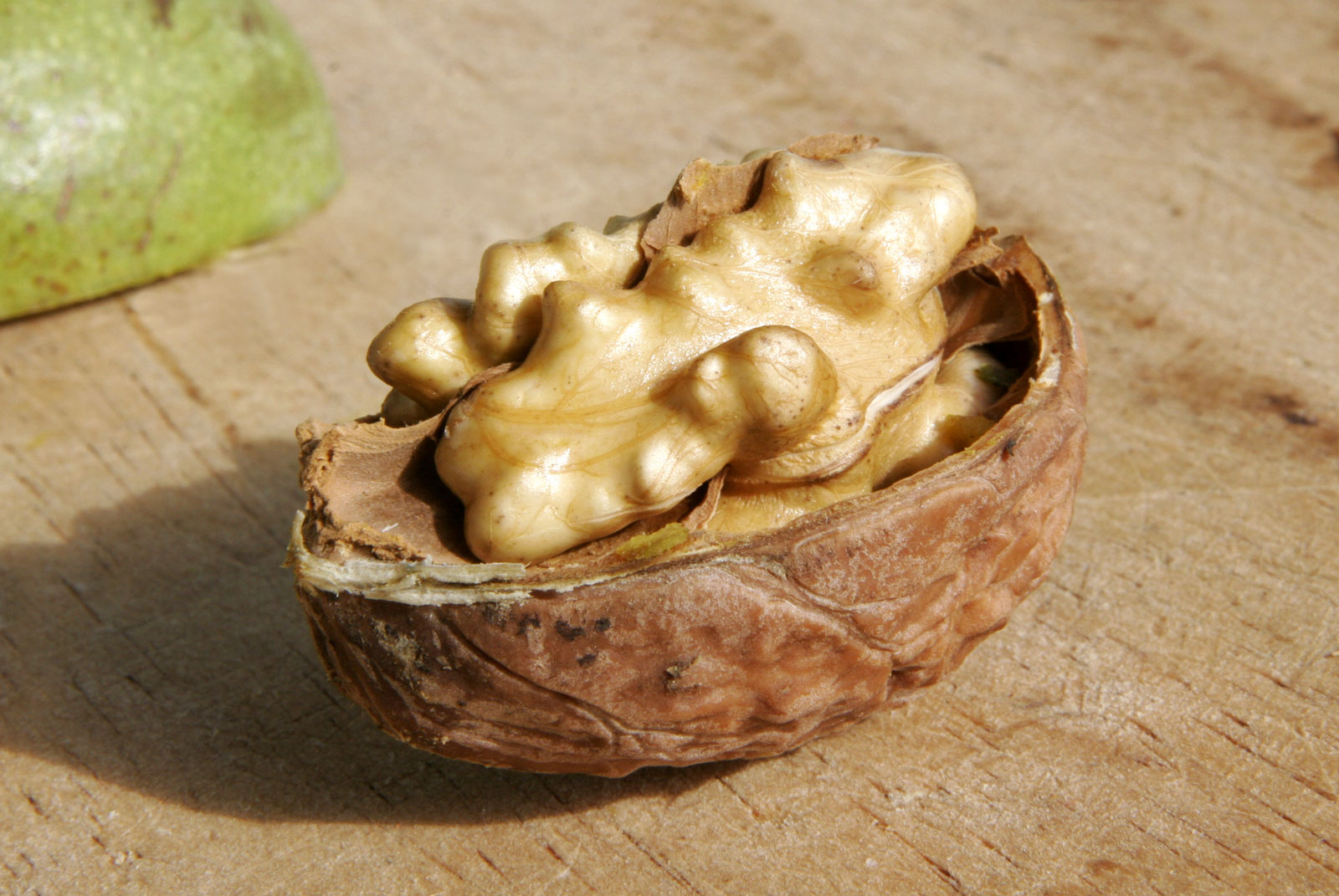
Interior de una nuez persa con la corteza verde visible en la esquina izquierda.
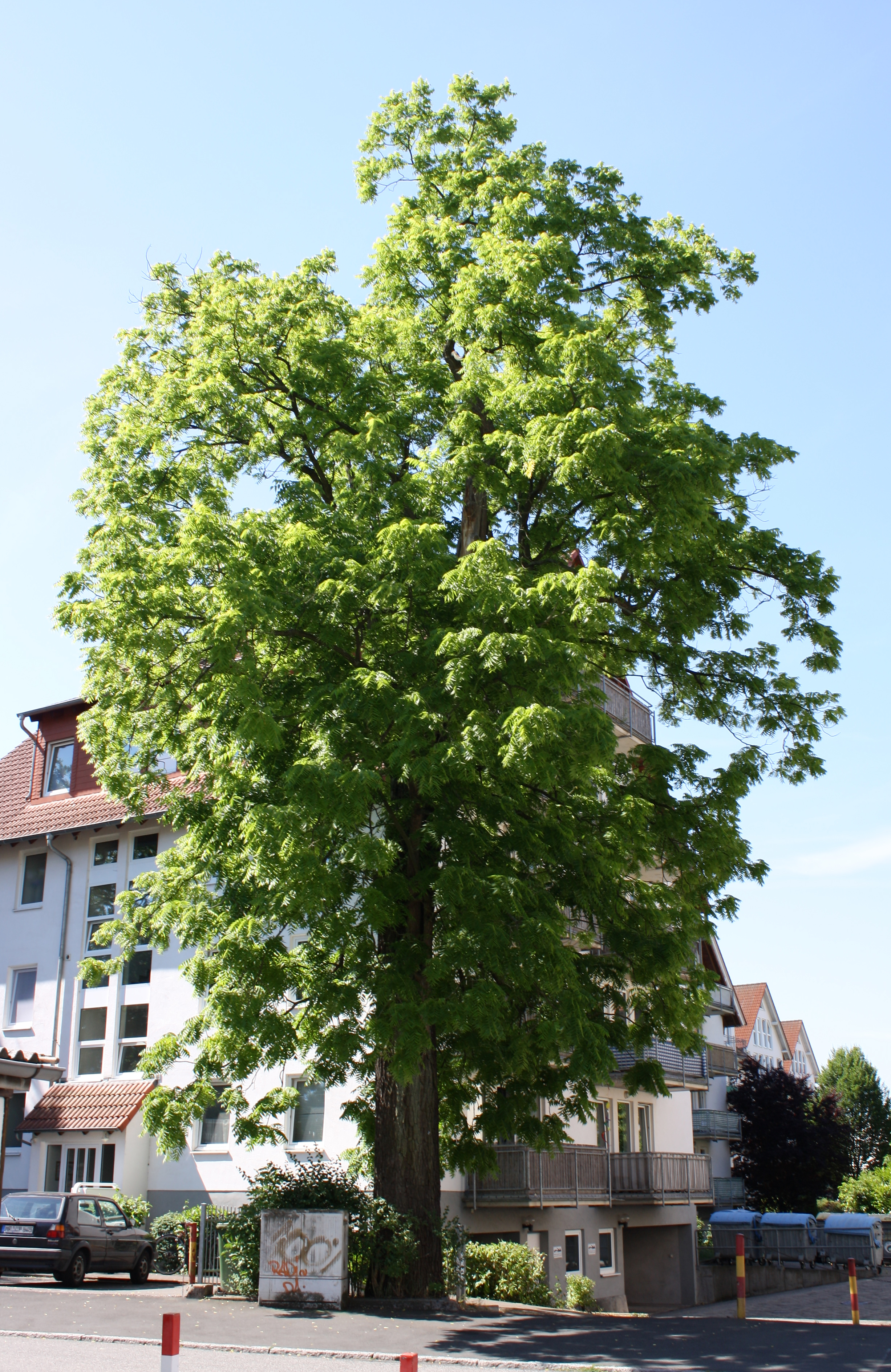
Ejemplar de nogal negro americano (Juglans nigra).